# NHK World
NHK World is een Japanse internationale omroeporganisatie die onderdeel is van Nippon Hoso Kyokai (NHK), de publieke omroep van Japan.
NHK World is gericht op het buitenland en is onderverdeeld in NHK World Radio Japan, NHK World TV en NHK World Premium. De programmering wordt ook via internet uitgezonden. 

## Televisie
NHK World TV is een nieuwszender die sinds 1995 uitzendt. NHK World Premium is een zender die zowel nieuws als entertainment en sport uitzendt in het Japans zonder Engelse ondertiteling.

## Radio
NHK World Radio Japan (RJ) brengt nieuws, informatie en entertainment. De hoofdzender zendt uit in het Engels en Japans. Daarnaast zijn er nog zeventien regionale zenders die in evenveel talen uitzenden.